# 下一個就是你：血腥瑪麗
《下一個就是你：血腥瑪麗》（英語：Urban Legends: Bloody Mary）是一部2005年不在院线发行的美國超自然砍杀电影，由瑪麗·蘭伯特執導，凱特·瑪拉、羅伯特·維托、提娜·莉佛、艾德·馬里納羅和莉莉絲·菲爾茲（飾血腥瑪麗）主演，是2000年《下一個還是你》的續集，也是《下一個就是你》电影系列的第三部。影片講述一名高中生無意中釋放了死去已久的靈魂，她的朋友們一個接一個地死去。
《下一個就是你：血腥瑪麗》是在犹他州盐湖城拍攝的。
於2005年7月19日上映，是該系列中第一部使用超自然元素而不是砍杀套路的電影。